# NGC 6367
NGC 6367 (другие обозначения — MCG 6-38-20, ZWG 198.41, NPM1G +37.0555, PGC 60251) — галактика в созвездии Геркулес.
Этот объект входит в число перечисленных в оригинальной редакции «Нового общего каталога».